# Einsiedeln (district)
Einsiedeln is een district van het kanton Schwyz. Het vormt een politieke eenheid met de gelijknamige gemeente. Tot de gemeente Einsiedeln behoren behalve de plaats Einsiedeln ook nog de plaatsen Bennau, Egg, Willerzell, Euthal, Gross en Trachslau.
| Wapenschild | Gemeentenaam | Inwoners (31.12.2004) | Oppervlakte (km2) | Gemeentenummer |
| ----------- | ------------ | --------------------- | ----------------- | -------------- |
| Einsiedeln  | Einsiedeln   | 13.062                | 110,4             | 1301           |
|             | Total        | 13.062                | 110,4             | 0501           |

Einsiedeln · Gersau · Höfe · Küssnacht · March · Schwyz